# شواهدی در مورد جایگاه انسان در طبیعت
شواهدی در مورد جایگاه انسان در طبیعت کتابی است که در سال ١٨٦٣ میلادی توسط توماس هنری هاکسلی نوشته شد. او در این کتاب شواهدی را در مورد فرگشت انسان‌های خردمند امروزی و کپی‌ها از نیاکان مشترک ارائه داد. این نخستین کتابی است که به موضوع فرگشت انسان اختصاص دارد، و در مورد شواهد کالبدشناسی و سایر شواهد بحث کرده‌است. بر پایهٔ این شواهد، این کتاب عنوان کرده‌است که فرگشت در مورد انسان نیز همانند سایر موجودات سایر موجودات زنده صورت گرفته‌است.